# Concejo Regional Gush Etzion

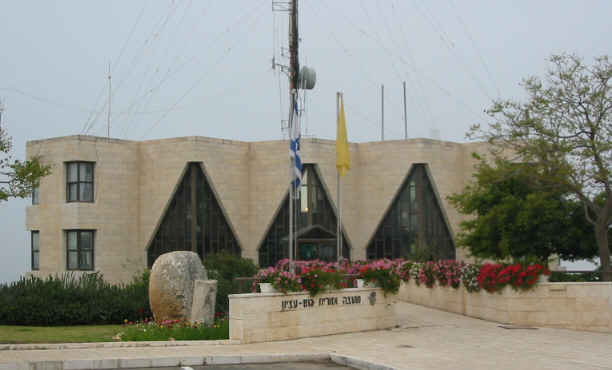
Sede del Concejo Regional en Alon Shvut

El Concejo Regional de Gush Etzion es un Concejo Regional en el Área de Judea y Samaria (Cisjordania) que administra los asentamientos israelíes de la región de Gush Etzion, al sureste de Jerusalén. Según la Oficina Central de Estadísticas de Israel los 19 asentamientos poseen una población de unos 20.000 habitantes (2010). La sede administrativa del concejo está ubicada en Alon Shvut y su actual presidente es Davidi Perl.

## Geografía
El Concejo Regional está localizado en un área montañosa a 900 metros sobre el nivel del mar. Debido a la altura el clima en el invierno es muy frío y lluvioso, nevando frecuentemente. Los límites del Concejo Regional son: al norte la ciudad de Jerusalén y el Concejo Regional de Mateh Binyamin, al sur las ciudades de Hebrón y Kiryat Arba así como el Concejo Regional Har Hebron, al oeste el Valle de Elah y al este el Desierto de Judea.

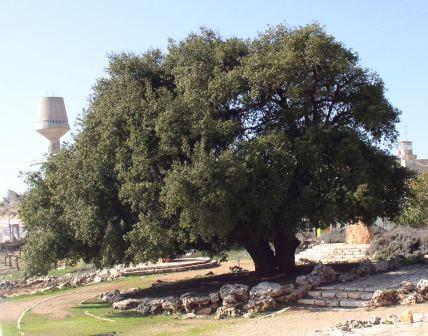
El roble solitario en el asentamiento Alon Shvut, se convirtió en un símbolo de los asentamientos de la región y aparece en el emblema del Concejo Regional

## Historia
El primer asentamiento en Gush Etzion fue Migdal Eder, fundado en 1927 por un grupo de judíos ortodoxos de Jerusalén y algunas familias judías procedentes de Yemen, esta comunidad desapareció después de los motines árabes de 1929.
El segundo intento fue hecho por Shmuel Holtzman en 1935, que estableció la aldea Kfar Etzion. Los repetidos ataques de los árabes durante los disturbios árabes entre 1936 y 1939 alejaron a los pioneros del lugar.
En 1945 un grupo de jóvenes que llegaron de Europa Oriental tras la Segunda Guerra Mundial establecieron un nuevo asentamiento, Mesu'ot Yitzhaken, en memoria de los fallecidos durante el Holocausto, en 1946 se estableció el kibutz Ein Tzurim, y en 1947 el kibutz Revadim. Los asentamentos desaparecieron como consecuencia de la Guerra de Independencia de Israel. Después de la recuperación israelí del territorio como consecuencia de la Guerra de los Seis Días comenzó el proceso de creación de nuevos asentamientos en la zona.

## Asentamientos

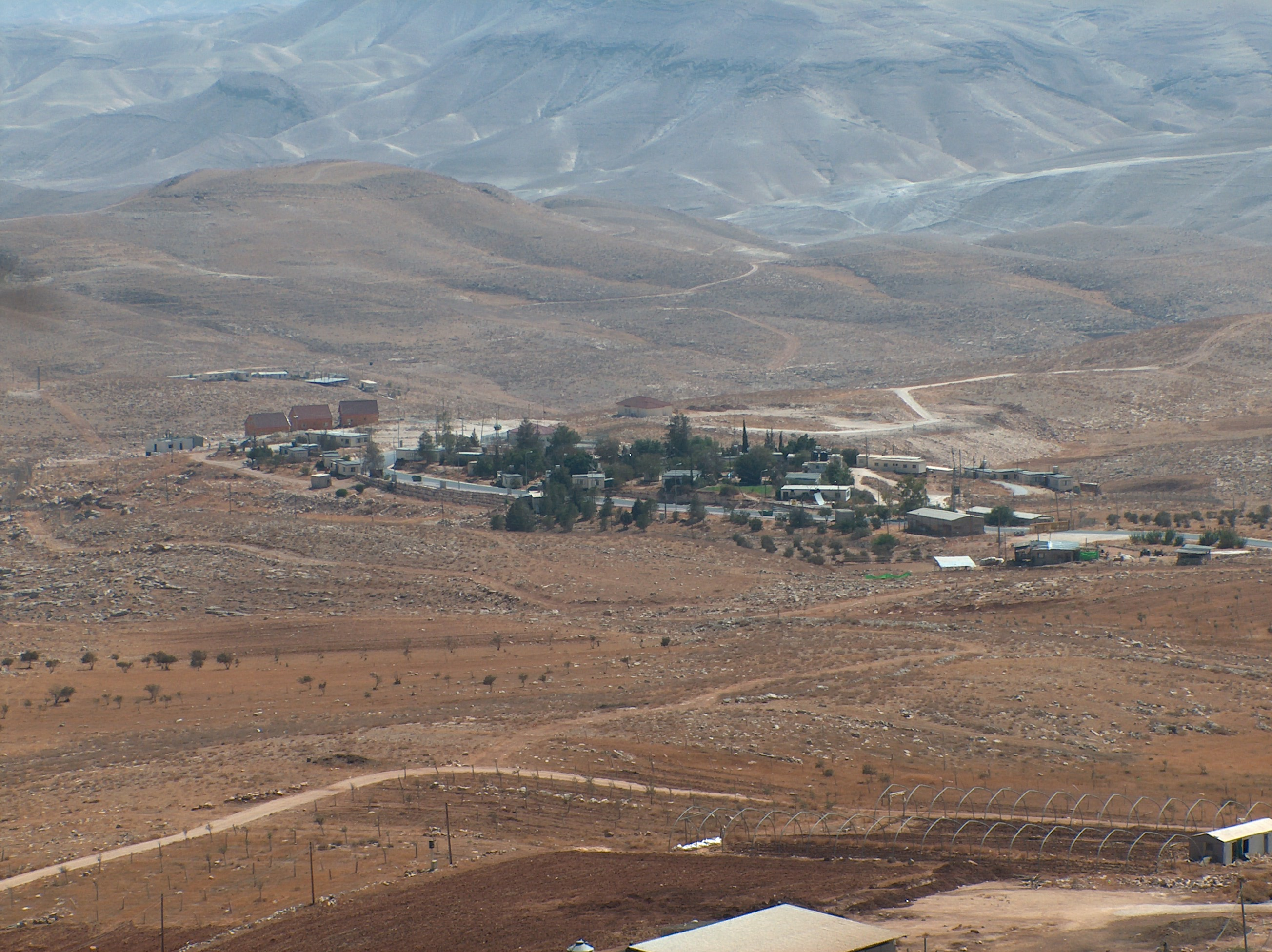
Asentamiento de Kfar Eldad

| - Alon Shvut - Bat Ayín - Carmei Tzur - Guevaot - Elazar - Har Gilo - Kfar Etzion - Migdal Oz - Neve Daniel - Rosh Tzurim | - Ibei HaNahal - Kedar - Kfar Eldad - Ma'ale Amos - Maale Rehavam - Metzad - Nokdim - Pnei Kedem - Tekoa |